# Al-Jamama
Al-Jamama – miejscowość w Syrii, w muhafazie Ar-Rakka, w dystrykcie Ar-Rakka. W 2004 roku liczyła 1408 mieszkańców.